# 光啟文化事業
光啟文化事業是天主教耶穌會在台灣的出版機構，1957年在台中市成立，為非營利性質的財團法人，在台北市耕莘文教院內營運，2001年以前叫做光啟出版社。與光啟文教視聽節目服務社都是1950年代在台中市成立、都是紀念徐光啟，不過光啟文教視聽節目服務社簡稱光啟社，而光啟文化事業簡稱光啟文化。
1979年在耕莘文教院內設台北編輯部，1987年全社從台中市搬到台北市至今。
歷史：
「光啟文化事業」的前身――「光啟出版社」於 1957 年成立於台中，迄今已有半世紀的歷史，早期出版的圖書大都偏重於文史、哲學、藝術及語言等範疇。早年在天主教耶穌會會士用心的耕耘及努力下，廣納五、六零 年代許多知名譯作家，例如蘇雪林、張秀亞、楊喚、思果、喻麗清、林雙不等名家的著作，出版的文學作品盛極一時。
1979 出版社假台北耕莘文教院成立編輯部門；1983 年於台北市羅斯福路與辛亥路口創立門市「光啟書屋」，是光啟出版事業的一個門市據點，同時也提供教會聖物用品、聖歌禮品、書卡文具以及外版書籍等；1987 年出版社由台中遷至台北耕莘文教院大樓繼續營運；北遷後的光啟，在發揚教會文化事業的創社宗旨下，出版的圖書逐漸以服務教會需要為主，並以基督信仰與其他 宗教之中介橋樑自許。出版品的類別也趨向神學、靈修、倫理教育以及終極關懷等領域。光啟出版社每年除再版及再刷書籍外，新書固定發行量約有 20 餘本。
近年來有感於全球各地日趨嚴重的社會亂象，突顯出年輕一代對生命的意義與價值觀認知嚴重的偏頗與缺乏，光啟因應時代的需求，2000 年年底成立了生命教育工作室，加入學校生命倫理道德等多媒體教材製作的行列，並於 2001 年年中將光啟出版社更名為「光啟文化事業」，新的定位與轉變，期望讓教會文字福傳志業朝向更多元的方向邁進。
在這樣的期許下，光啟文化的出版品除了原有的神學、靈修叢書外，2003 年更積極地規劃並陸續推出有關親職教育、宗教小說、兒童福音、文學與信仰等等書籍。願意從福音的觀點，透過基督信仰的角度，為海內外華文讀者，提供更多與 人、與教育、與社會、與文化有關的書籍與多媒體產品。目前光啟文化事業仍在出版中的書籍多達一千種，遍布世界各地，深切期盼基督的愛與溫暖，經由光啟文化 的書籍，可以深入並潛移默化讀者的心靈！
提供教友門市服務的「光啟書屋」，2003年因為場地遷移問題，不得不於當年7月底結束營業；但於此同時，光啟文化也積極進入網路服務的時代。隨著e 化的腳步，光啟文化的網站也不斷更新，創造與教友的即時連結，以滿足顧客找書、買書、看書的需要，來建構這個網站。